# Galliena
Galliena is een spinnengeslacht uit de familie Cycloctenidae.

## Soorten
- Galliena montigena Simon, 1898